# Mount Von Braun
Mount Von Braun är ett berg i Antarktis. Det ligger i Östantarktis. Nya Zeeland gör anspråk på området. Toppen på Mount Von Braun är 3 275 meter över havet, eller 605 meter över den omgivande terrängen. Bredden vid basen är 5,9 km.
Terrängen runt Mount Von Braun är huvudsakligen bergig, men den allra närmaste omgivningen är kuperad. Trakten är obefolkad. Det finns inga samhällen i närheten. 